# Berlin Institut für Partizipation
Das Berlin Institut für Partizipation (kurz: bipar) ist ein in Berlin ansässiges Institut, das sich für eine partizipative Weiterentwicklung der Demokratie einsetzt. Themen der Bürgerbeteiligung und Demokratie werden untersucht und in Form von Studien, Workshops, Veranstaltungen, Evaluationen und weiteren Projekten bearbeitet. Dahinter steht ein Partizipationsbegriff, der verschiedene Ausprägungen von Bürgerbeteiligung, direkter Demokratie und repräsentativer Willensbildung beinhaltet. Die Arbeit ist gemeinnützig und nicht kommerziell ausgerichtet. Das Institut befindet sich in Trägerschaft der Gesellschaft für Jugend- und Sozialforschung e. V.

## Ziele und Arbeitsweise
Ziel des Berlin Institut für Partizipation ist die Stärkung einer vielfältigen Demokratie und der Ausbau einer dafür notwendigen partizipativen Kultur.
Das Institut besteht aus einer hauptamtlichen Geschäftsstelle, im Haus der Demokratie und Menschenrechte in Berlin, und über 170 assoziierten Mitgliedern. Jörg Sommer leitet die Geschäftsstelle als Direktor.
Das Institut arbeitet partizipativ. Seine Mitglieder organisieren sich in Arbeitsgruppen zu Themen der Partizipation. Hauptamtlich betreut werden die Informations- und Konsultationsangebote des Instituts sowie die Evaluation von Beteiligungsprozessen. Maßnahmen und Projekte können von Lenkungsgruppen abgeleitet werden, die aus beliebig vielen assoziierten Mitgliedern und dem Direktorat bestehen können. Das Direktorat ernennt Lenkungsgruppen nach Interessenanmeldung.

Die Arbeit des Instituts und dessen Prinzipien werden u. a. in Medienartikeln des MDR, RND, Thüringer Allgemeine, Streitkultur Magazin und Diplomatisches Magazin vorgestellt: 
Das Institut arbeitet advokativ, seine Aufgabe ist es, Erkenntnisse aus der Praxis und der Wissenschaft – darunter auch aus eigenen Studien – so aufzubereiten, dass die Entscheider in Politik, Wirtschaft und Gesellschaft dabei unterstützt werden, neue, ergänzende Formen demokratischer Teilhabe zu ermöglichen.

Eine frühe Beteiligung der Öffentlichkeit macht Verfahren nicht länger, sondern beschleunigt sie, weil es hinten heraus weniger Konflikte gibt.

## Netzwerke
Das Institut übernimmt seit 2018 die Koordination der Allianz Vielfältige Demokratie, die 2015 aus einem Vorstoß der Bertelsmann Stiftung entstand. Über 240 Mitglieder aus Wissenschaft, Verwaltung, Politik, Zivilgesellschaft und Wirtschaft sind in der Allianz vertreten. Dazu zählen u. a. Akteure aus der Organisation für wirtschaftliche Zusammenarbeit und Entwicklung, dem Bundesministerium für Wirtschaft und Klimaschutz, dem Staatsministerium Baden-Württemberg, dem Deutschen Gewerkschaftsbund oder Democracy International.
Der Direktor des Instituts Jörg Sommer ist Mitglied im Netzwerk Bürgerbeteiligung. Und das Berlin Institut für Partizipation im internationalen Netzwerk People Powered. Es hat das Kompetenzzentrum Bürgerbeteiligung mit gegründet und übernimmt hier ebenfalls die Koordination.

## Publizistik
Das Institut verwaltet das offene Informationsportal bipar.de für Beteiligung in Deutschland. Gastautoren schreiben über Entwicklungen in der Bürgerbeteiligung und geben Einblicke in Wissenschaft und Praxis. Das Angebot wird ergänzt durch eine Methodendatenbank, ein Branchenverzeichnis und kostenlose E-Paper.
Alle zwei Jahre gibt der institutseigene Republik Verlag das Kursbuch Bürgerbeteiligung heraus. Der Sammelband vereint so Experten aus den Bereichen Politik, Zivilgesellschaft, Wissenschaft und Wirtschaft und gibt einen Überblick über praktische Erfahrungen und wissenschaftliche Ergebnisse. Des Weiteren werden regelmäßig Studien, Monografien und ähnlich Publikationen herausgegeben.

## Forschung und Beratung
Das Institut verfasst Studien zu aktuellen Entwicklungen in der Bürgerbeteiligung, darunter u. a. zur Wirksamkeit von Bürgerbudgets, zu den Auswirkungen von Corona auf die Bürgerbeteiligung sowie zu den Erwartungen von Beschäftigten an interne Mitarbeiter-Beteiligung.
Die Studie „Alles digital - oder doch nicht?“ würde u. a. von der Bundeszentrale für politische Bildung aufgegriffen.
Darüber hinaus fungiert es als Gutachter und gibt Einschätzungen zu Vorhaben der Demokratieentwicklung. Ein Fokus liegt dabei u. a. auf der Beteiligung bei Infrastrukturprojekten. Das Institut hat bereits den Deutschen Bundestag und verschiedene Landtage als Gutachter für Fragen der Beteiligung begleitet.
Das Institut nimmt auch beratende Funktionen ein. Es gibt strategische Empfehlungen zur Gestaltung von Partizipationsprozessen und unterstützt bei der Suche und Auswahl von Dienstleistern in diesem Bereich. Es hat ein 16-teiliges modulares Fortbildungskonzept konzipiert, welches intern in interessierten Institutionen durchgeführt wird. Zielgruppe sind Kommunen und weitere Beteiligungspraktiker.

## Qualität und Evaluation von Beteiligung
Das Institut hat zusammen mit Akteuren aus der Forschung das Evaluationsverfahren „Gute Bürgerbeteiligung“ zur Untersuchung von Beteiligungsprozessen in Kommunen und weiteren Institutionen entwickelt. Es beinhaltet u. a. die Kriterien Guter Beteiligung, die von der Allianz Vielfältige Demokratie entwickelt wurden. Evaluationen nach dem Verfahren fanden u. a. in Heidelberg statt.  

## Veranstaltungen und Wettbewerbe
Das Institut organisiert regelmäßig Fachgespräche und Konferenzen, wie z. B. den D³ Kongress #deutschland #digital #demokratisch zum Thema digitale Teilhabe im Jahr 2021 und 2022 sowie die Jahrestagung der Allianz Vielfältige Demokratie. Seit 2023 vergibt das Berlin Institut für Partizipation gemeinsam mit dem Kompetenzzentrum Bürgerbeteiligung die Auszeichnung „Gute Bürgerbeteiligung“ an qualitativ hochwertige Beteiligungsprozesse öffentlicher Träger.
Das Institut ist Geschäftsstelle des Medienpreis Vielfältige Demokratie, welcher jährlich auf der Jahrestagung der Allianz Vielfältige Demokratie vergeben wird. Vergangene Gewinner waren z. B. ein Reporter-Team von rbb und BR für ihr crossmediales Doku-Projekt  „Zeit für Local Heroes“, Zeit Online-Journalist Lenz Jacobsen für seine Reportage „Die Losbürger“ sowie die freie Fernsehautorin Nicole Rosenbach für ihre WDR-Dokumentation „Die Verfassungsschüler“.